# Église Saint-Panteleimon de Nerezi
L'église Saint-Panteleimon (Црква „Св. Пантелејмон“  en macédonien) est une église orthodoxe située à Gorno Nerezi, en Macédoine du Nord. L'église se trouve dans la municipalité de Karpoch, qui fait partie de Skopje, et elle est construite sur le versant nord du mont Vodno, en surplomb de la ville.
Construite sous la dynastie byzantine des Comnènes, l'église fait partie d'un monastère orthodoxe. Elle est surtout connue pour ses fresques. Leur composition colorée et expressive en font un ensemble exceptionnel de la peinture murale macédonienne du Moyen Âge.

## Histoire
L'église fut fondée en 1164 par Alexius Angelus Comnenus, fils de Constantin Anglelos et de Théodora Comnène, elle-même fille de l'empereur byzantin Alexis Ier Comnène.
L'église a été endommagée par un tremblement de terre au XVIe siècle. Lors de la restauration qui suivit, certaines fresques furent recouvertes de peinture. L'iconostase en marbre d'origine a survécu au séisme mais a perdu ses ornementations. Pendant une seconde restauration, en 1885, la majeure partie de la fresque du naos est à son tour recouverte de peinture. Pendant un nettoyage en 1923, certaines fresques du XIIe siècle ont toutefois été restaurées.

## Architecture
L'église possède un plan en croix avec une coupole, trois nefs et un narthex rectangulaire. Elle est construite avec des blocs de pierre irréguliers et des briques soudées avec de grandes quantités de mortier. Le complexe monacal qui l'entoure est ceint de murs.

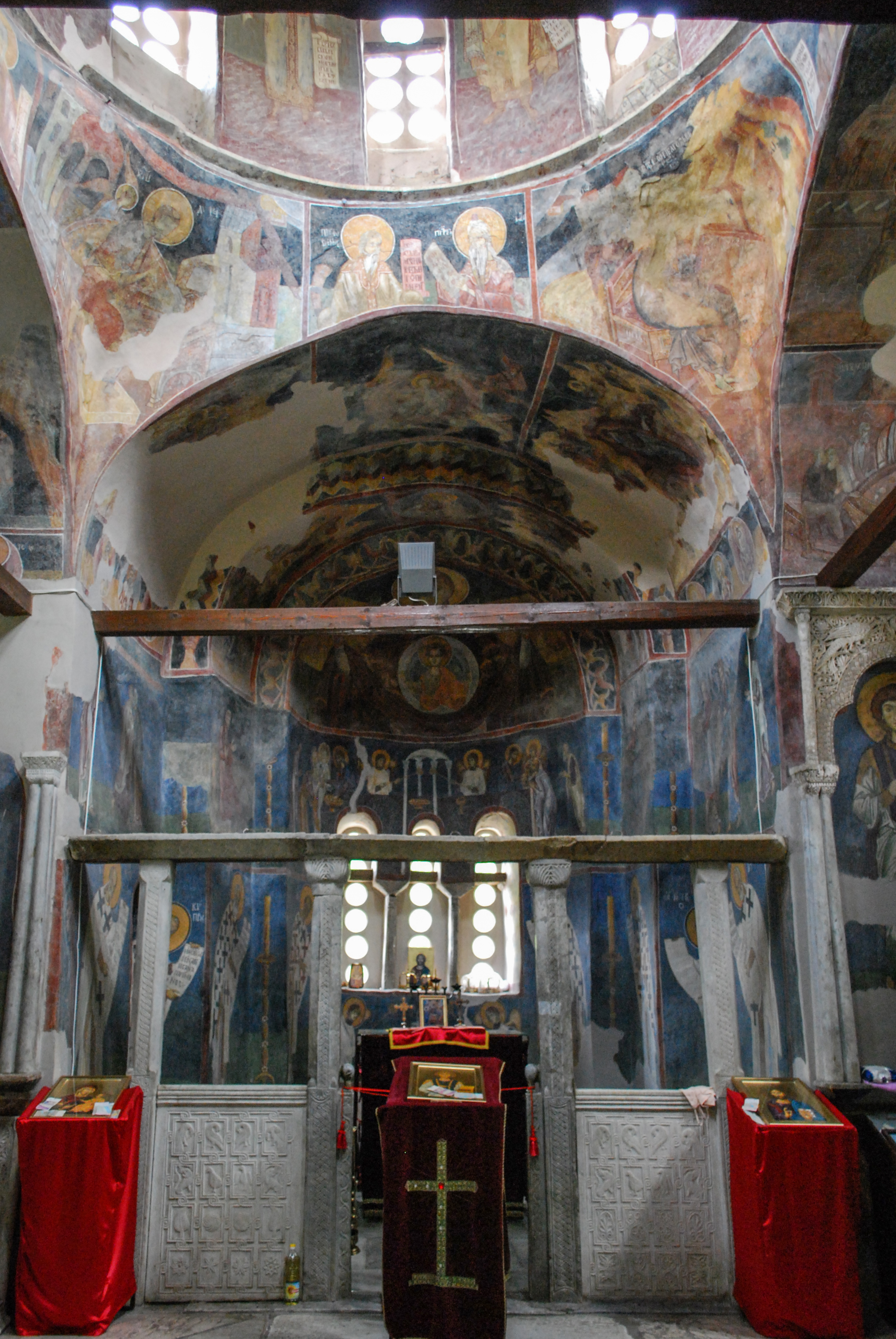
L'intérieur de l'église.
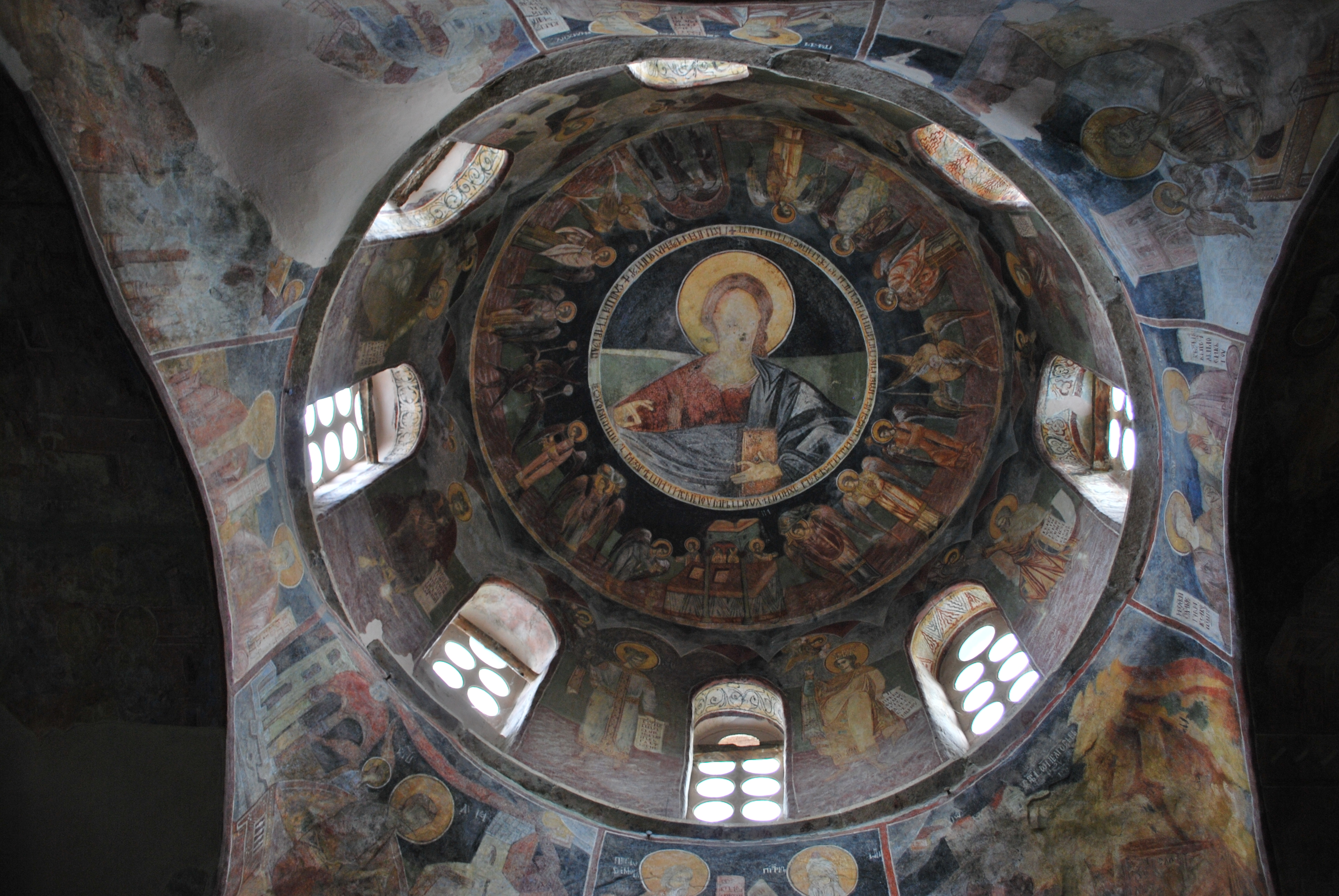
La coupole de l'église.
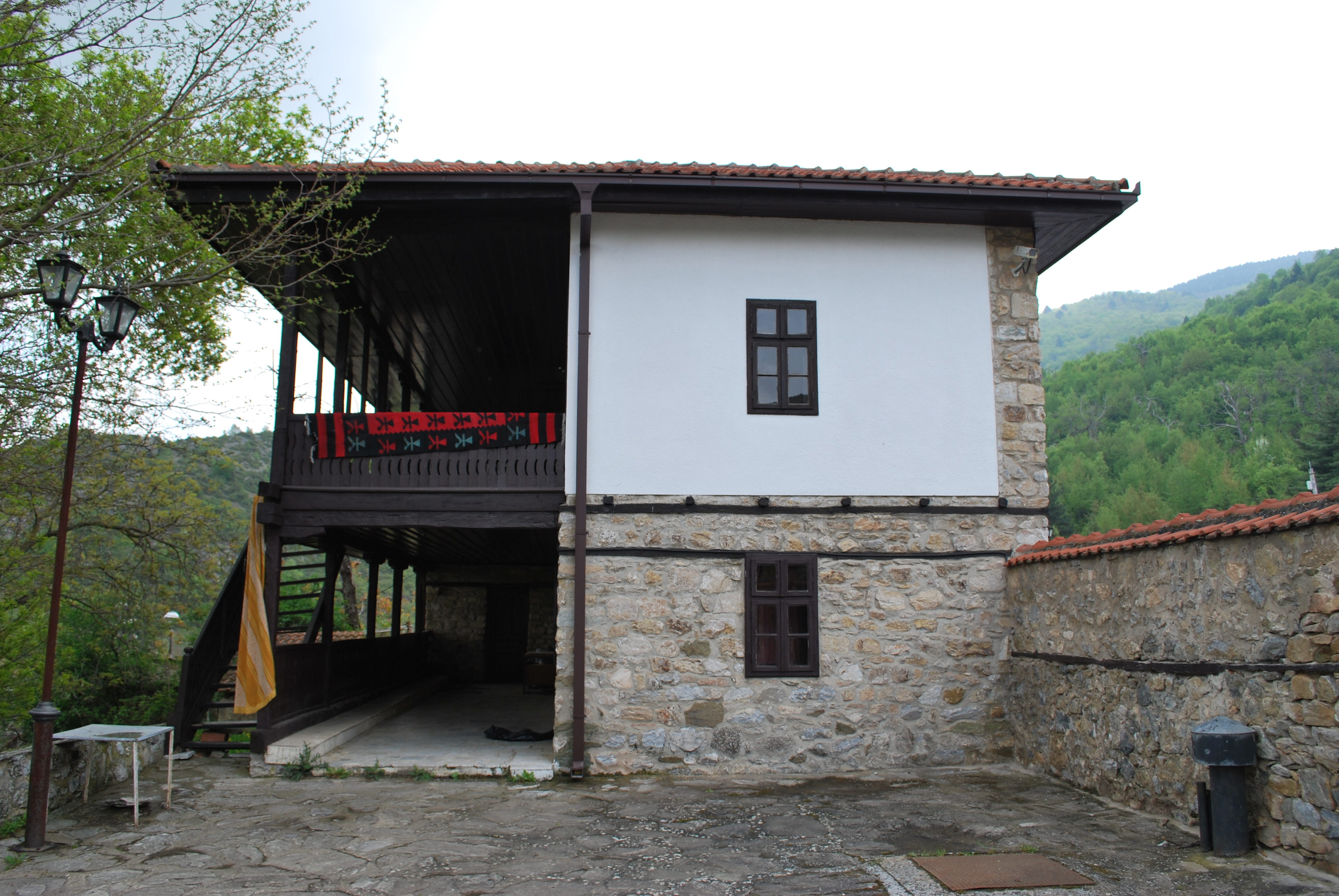
Le bâtiment monastique.

## Fresques
Les fresques de l'église sont des exemples fameux de l'art byzantin sous la dynastie Comnène. Elles représentent des scènes de la Passion du Christ et des illustrations hagiographiques diverses. Des compositions semblables apparaissent dans le monastère Latomou de Thessalonique.
Certains décors de l'église figurent sur l'avers du billet macédonien de cinquante denars, sorti en 1996.
La particularité des fresques est leur naturalisme, qui tranche avec l'habituel statisme des fresques médiévales. Elles préfigurent le travail des Primitifs italiens, comme Cimabue et, plus tard comme Giotto, qui utilisent le même aspect humain et émotionnel 150 ans plus tard pour représenter le Christ. La scène de la "Déploration du Christ mort" visible à Nerezi rappelle d'ailleurs, par l'émotion qu'elle dégage, celle réalisée par Giotto dans l'église de l'Arena de Padoue vers 1305.

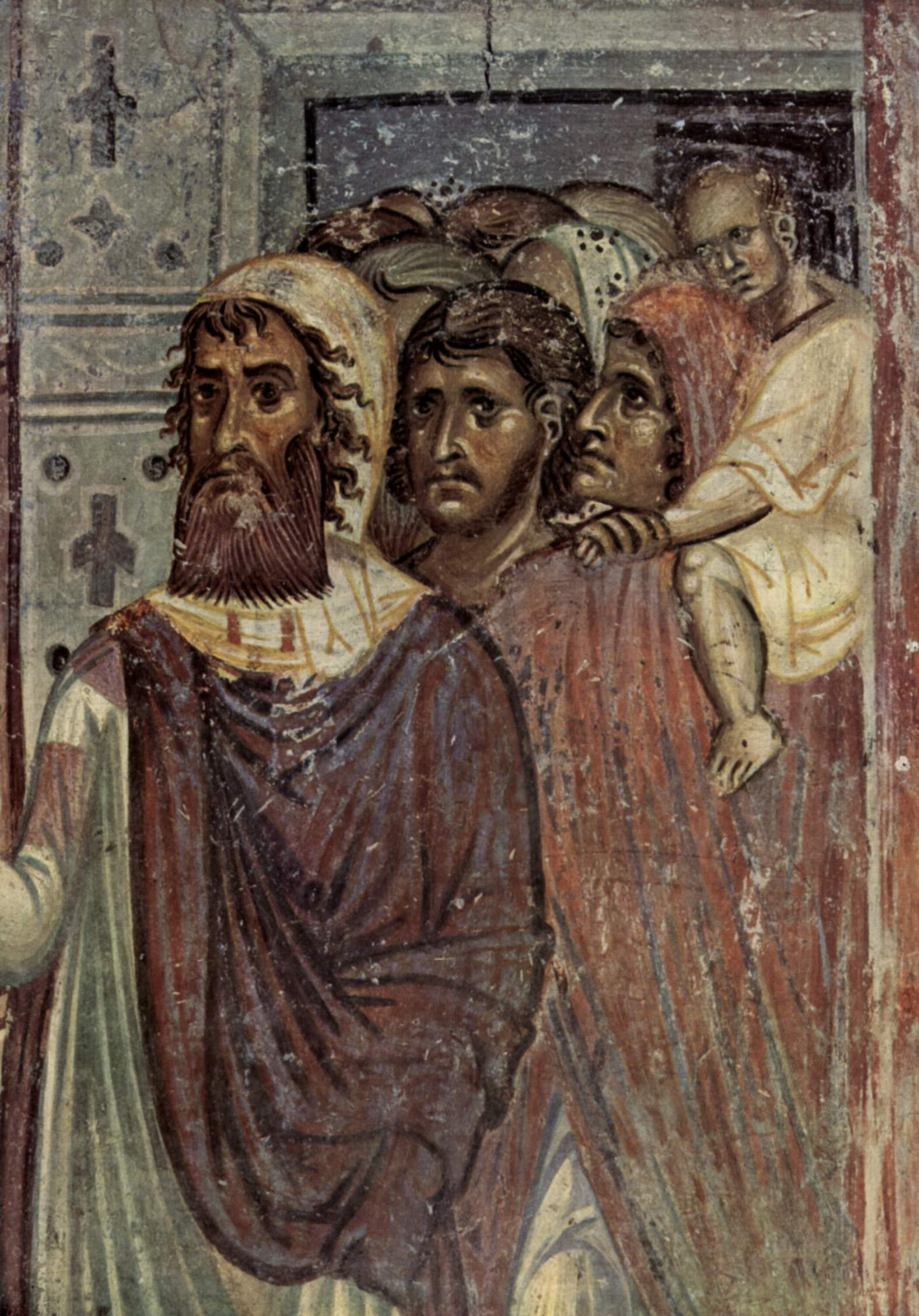
L'entrée à Jérusalem.
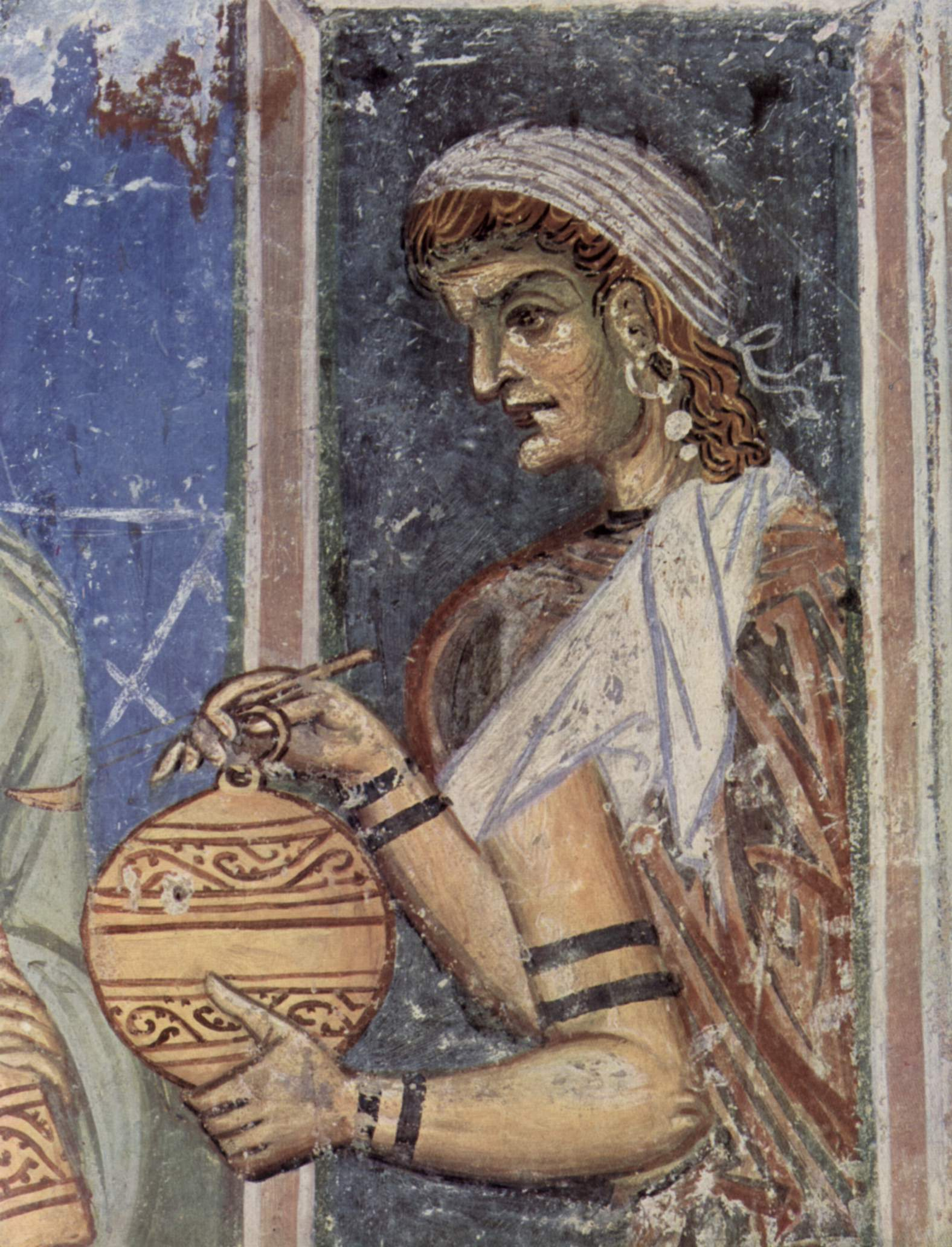
La Naissance du Christ.
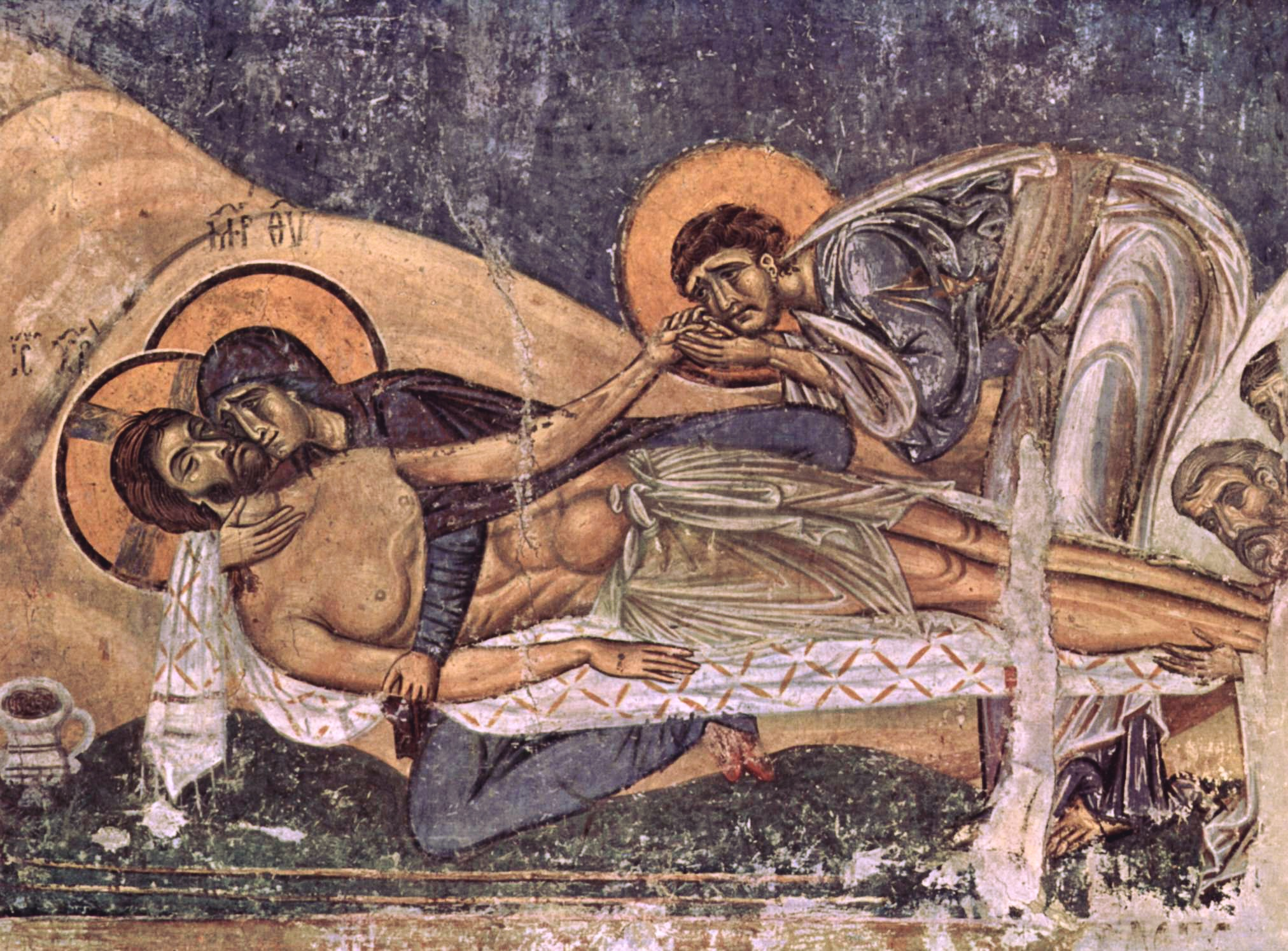
Déploration du Christ mort.
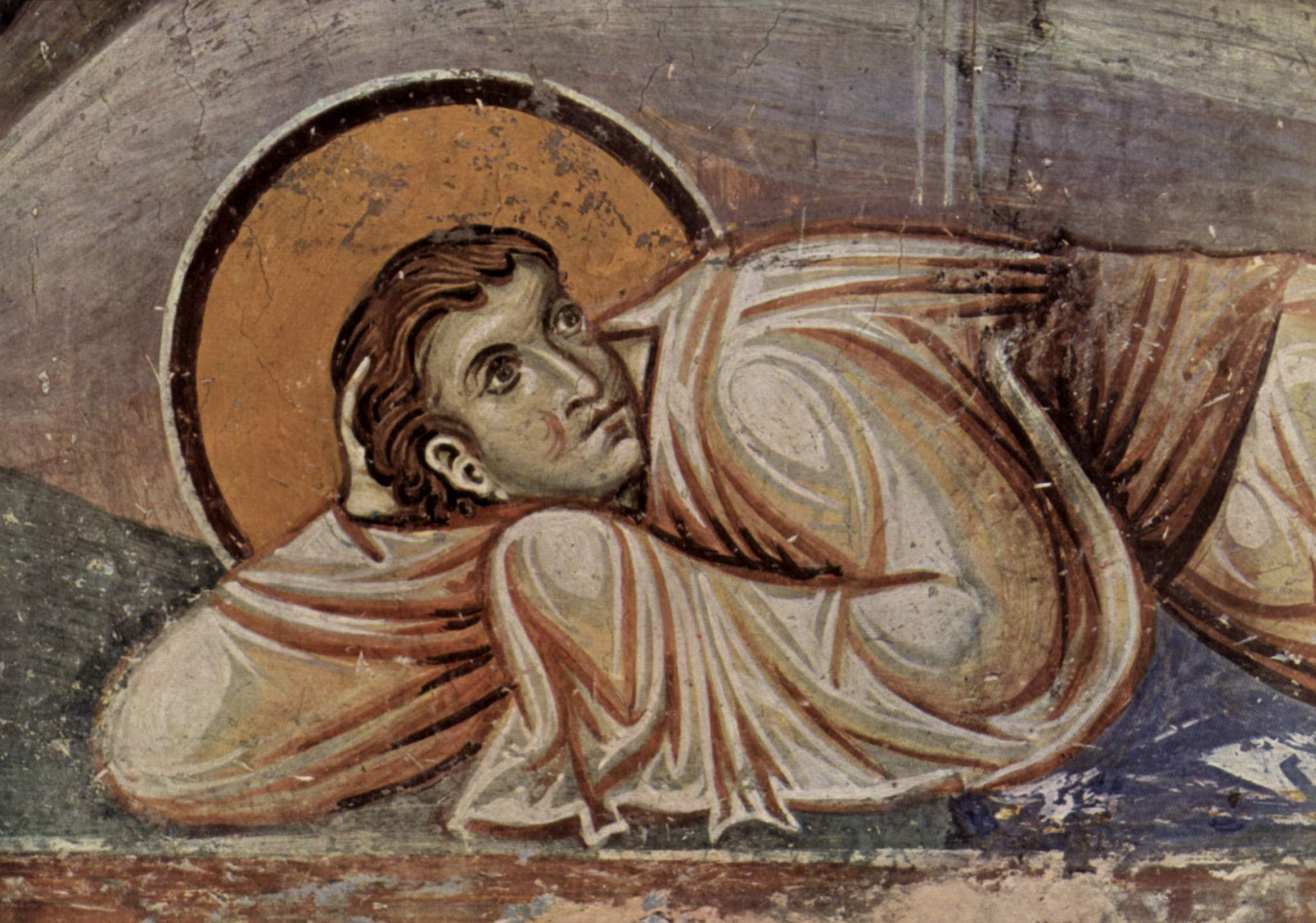
Un apôtre.